# Marchy Lee

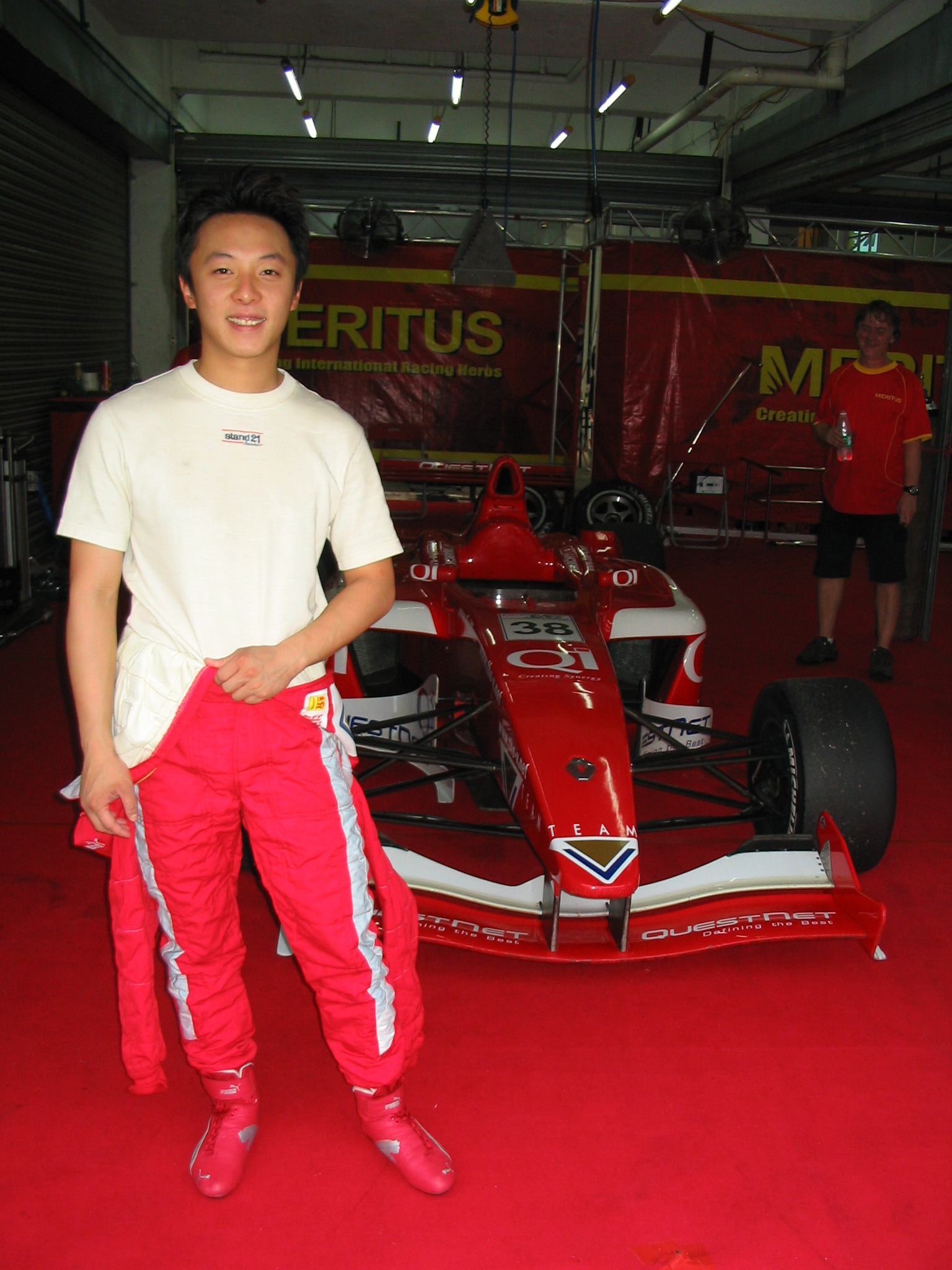
Marchy Lee (2006)

Marchy Lee Ying-Kin (chinesisch 李英健; * 2. September 1976 in Hongkong) ist ein hongkong-chinesischer Rennfahrer. Er tritt mit einer Rennlizenz aus Hongkong an.

## Karriere
Lee begann seine Motorsportkarriere 1990 im Kartsport, in dem er bis 1997 aktiv war. 1998 wechselte er in den Formelsport und wurde Vierter in der französischen Formel Campus. Es folgten zwei Jahre in der französischen Formel-3-Meisterschaft. Nachdem er in der ersten Saison Fünfter in der B-Klasse geworden war, schloss er die zweite Saison auf dem neunten Gesamtrang ab. 2001 trat Lee in keiner Rennserie an und nahm nur an einzelnen Formel-3-Veranstaltungen teil. 2002 startete Lee in der asiatischen Formel-3-Meisterschaft und bei einzelnen Formel-3-Veranstaltungen. Dabei wurde er Siebter beim Macau Grand Prix.
2003 nahm Lee an vier Rennen der australischen Formel-3-Meisterschaft teil und wurde mit einer Pole-Position Elfter in der Gesamtwertung. Darüber hinaus debütierte er für das Team Meritus in der asiatischen Formel BMW, die er auf dem neunten Platz beendete, und nahm am asiatischen Porsche Carrera Cup teil. 2004 blieb er beim Team Meritus in der asiatischen Formel BMW. Er gewann 12 von 14 Rennen und wurde dominant Meister. Dabei erzielte er mehr als doppelt so viele Punkte wie sein Teamkollege Mehdi Bennani, der Vizemeister wurde. Darüber hinaus nahm er an einem Rennen der asiatischen Formel Renault Challenge teil und belegte den 24. Gesamtrang. 2005 absolvierte Lee für Minardi einen Formel-1-Test.
Nach einer einjährigen Rennpause trat Lee 2006 nur zu vier Rennen der asiatischen Formel Renault V6 an und beendete die Saison mit einer Podest-Platzierung auf dem neunten Gesamtrang. 2007 ging Lee erneut zu vier Rennen der asiatischen Formel Renault V6 an den Start. In dieser Saison gewann er ein Rennen und belegte den zwölften Platz in der Fahrerwertung. Darüber hinaus trat er im asiatischen Porsche Carrera Cup an. Dort gewann er zwei Rennen und schloss die Saison auf dem sechsten Platz ab. 2008 belegte Lee den fünften Rang im asiatischen Porsche Carrera Cup sowie den neunten Rang in der Speedcar Series. 2009 fuhr er nur in der Speedcar Series und wurde Zwölfter. 2010 wurde Lee mit zwei Siegen Vizemeister des asiatischen Porsche Carrera Cups hinter Christian Menzel.
2011 nahm Lee für Deteam KK Motorsport in einem BMW 320 TC an den ersten drei Veranstaltungen der Tourenwagen-Weltmeisterschaft (WTCC) teil. Er blieb mit einem 14. Platz als bestes Resultat ohne Punkte.

## Karrierestationen
| - 1990–1997: Kartsport - 1998: Französische Formel Campus (Platz 4) - 1999: Französische Formel 3, Klasse-B (Platz 5) - 2000: Französische Formel 3 (Platz 9) - 2002: Asiatische Formel 3 - 2003: Asiatische Formel BMW (Platz 9) | - 2003: Australische Formel 3 (Platz 11) - 2003: Asiatischer Porsche Carrera Cup - 2004: Asiatische Formel BMW (Meister) - 2004: Asiatische Formel Renault Challenge (Platz 24) - 2006: Asiatische Formel Renault V6 (Platz 9) - 2007: Asiatische Formel Renault V6 (Platz 12) | - 2007: Asiatischer Porsche Carrera Cup (Platz 6) - 2008: Asiatischer Porsche Carrera Cup (Platz 5) - 2008: Speedcar Series (Platz 9) - 2009: Speedcar Series (Platz 12) - 2010: Asiatischer Porsche Carrera Cup (Platz 2) - 2011: WTCC |